# Uruguayi labdarúgócsapatok listája
Az alábbi lista az uruguayi labdarúgó csapatokat sorolja fel.
| Montevideo · (40 csapat) Atenas · Deportivo Maldonado Cerro Largo Juventud Oriental Parque del Plata Plaza Colonia · Deportivo Colonia Tacuarembó Frontera Rivera Paysandú · Paysandú Bella Vista Quilmes Salto Rocha Az uruguayi labdarúgó csapatok elhelyezkedése \| Csapat \| Szint \| Város \| \| -------------------- \| ----- \| ---------------------- \| \| Albion \| 3 \| Montevideo \| \| Alto Perú \| 3 \| Montevideo \| \| Atenas \| 2 \| Maldonado \| \| Basañez \| 3 \| Montevideo \| \| Bella Vista \| 1 \| Montevideo \| \| Boston River \| 2 \| Montevideo \| \| Central Español \| 2 \| Montevideo \| \| Cerrito \| 1 \| Montevideo \| \| Cerro \| 1 \| Montevideo \| \| Cerro Largo \| 1 \| Melo \| \| Colón FC \| 3 \| Montevideo \| \| Coraceros \| 3 \| Montevideo \| \| Danubio \| 1 \| Montevideo \| \| Defensor Sporting \| 1 \| Montevideo \| \| Deportivo Maldonado \| 2 \| Maldonado \| \| El Tanque Sisley \| 1 \| Montevideo \| \| Fénix \| 1 \| Montevideo \| \| Huracán \| 2 \| Montevideo \| \| Juventud \| 2 \| Las Piedras \| \| Liverpool \| 1 \| Montevideo \| \| Mar de Fondo \| 3 \| Montevideo \| \| Miramar Misiones \| 2 \| Montevideo \| \| Montevideo Wanderers \| 1 \| Montevideo \| \| Nacional \| 1 \| Montevideo \| \| Oriental \| 3 \| La Paz \| \| Parque del Plata \| 3 \| Parque del Plata \| \| Peñarol \| 1 \| Montevideo \| \| Platense \| 3 \| Montevideo \| \| Plaza Colonia \| 2 \| Colonia del Sacramento \| \| Potencia \| 3 \| Montevideo \| \| Progreso \| 2 \| Montevideo \| \| Racing Club \| 1 \| Montevideo \| \| Rampla Juniors \| 1 \| Montevideo \| \| Rentistas \| 1 \| Montevideo \| \| River Plate \| 1 \| Montevideo \| \| Rocha \| 2 \| Rocha \| \| Sud América \| 2 \| Montevideo \| \| Tacuarembó \| 2 \| Tacuarembó \| \| Torque \| 3 \| Montevideo \| \| Uruguay Montevideo \| 3 \| Montevideo \| \| Villa Teresa \| 2 \| Montevideo \| |       |                        |
| Csapat | Szint | Város                  |
| Albion | 3     | Montevideo             |
| Alto Perú | 3     | Montevideo             |
| Atenas | 2     | Maldonado              |
| Basañez | 3     | Montevideo             |
| Bella Vista | 1     | Montevideo             |
| Boston River | 2     | Montevideo             |
| Central Español | 2     | Montevideo             |
| Cerrito | 1     | Montevideo             |
| Cerro | 1     | Montevideo             |
| Cerro Largo | 1     | Melo                   |
| Colón FC | 3     | Montevideo             |
| Coraceros | 3     | Montevideo             |
| Danubio | 1     | Montevideo             |
| Defensor Sporting | 1     | Montevideo             |
| Deportivo Maldonado | 2     | Maldonado              |
| El Tanque Sisley | 1     | Montevideo             |
| Fénix | 1     | Montevideo             |
| Huracán | 2     | Montevideo             |
| Juventud | 2     | Las Piedras            |
| Liverpool | 1     | Montevideo             |
| Mar de Fondo | 3     | Montevideo             |
| Miramar Misiones | 2     | Montevideo             |
| Montevideo Wanderers | 1     | Montevideo             |
| Nacional | 1     | Montevideo             |
| Oriental | 3     | La Paz                 |
| Parque del Plata | 3     | Parque del Plata       |
| Peñarol | 1     | Montevideo             |
| Platense | 3     | Montevideo             |
| Plaza Colonia | 2     | Colonia del Sacramento |
| Potencia | 3     | Montevideo             |
| Progreso | 2     | Montevideo             |
| Racing Club | 1     | Montevideo             |
| Rampla Juniors | 1     | Montevideo             |
| Rentistas | 1     | Montevideo             |
| River Plate | 1     | Montevideo             |
| Rocha | 2     | Rocha                  |
| Sud América | 2     | Montevideo             |
| Tacuarembó | 2     | Tacuarembó             |
| Torque | 3     | Montevideo             |
| Uruguay Montevideo | 3     | Montevideo             |
| Villa Teresa | 2     | Montevideo             |

Bajnokságok:
1. - Primera División
2. - Segunda División (Professzionális)
3. - Segunda División (Amatőr)

## Alsóbb osztályú csapatok
- Deportivo Colonia
- Frontera Rivera
- Huracán Buceo
- La Luz
- Paysandú
- Paysandú Bella Vista
- Quilmes
- Salto
- Salus
- Universidad Mayor
- Villa Española

## Külső hivatkozások
- (AUF) Asociación Uruguay de Fútbol Official Website
- Segunda División Profesional Official Website